# هانس مولر
هانس مولر (آلمانی: Hannes Müller؛ زادهٔ ۱۸ مهٔ ۲۰۰۰) بازیکن هاکی روی چمن اهل آلمان است.